# ロックマンゼクス
『ロックマンゼクス』（ROCKMAN ZX）は、2006年7月6日にカプコンから発売されたニンテンドーDS専用のアクションゲームである。

## 概要
ロックマンゼクスシリーズの第1作。様々なモデルで多種多様なアクションを楽しめるR.O.C.Kシステム、ボスの特定部位に弱点が設定されているT.F.S（テクニカル・フィニッシュ・システム）など、数多くの新システムが導入されている。全てのマップが繋がっていて徒歩で移動可能、ミッション選択時にボスの顔写真が登場しないなど、本作とも関わりが深いロックマンゼロシリーズの第1弾『ロックマンゼロ』に近しい点がある。また、第3弾の『ロックマンゼロ3』および第4弾の『ロックマンゼロ4』とダブルスロットすることで、同2作品に出てきたボスと戦うことができる。
2人の主人公は排他の存在で、本編中で同時に登場することはない（ただし、公式サイトにあるオリジナルアニメーションでは同時に登場しており、ヴァンがエールにからかわれている描写があった）。しかし、いずれのストーリーでも同じように、主人公にとって重要な登場人物が命を落とす。ストーリーに関してはヴァン、エールで内容がやや異なる。ヴァン編は正統派でシンプルなストーリーに味付けされているのが特徴で、『ロックマンゼロ4』におけるラグナロク作戦のその後について語られる。対するエール編はライブメタルの出生の秘密や主人公がライブメタルに選ばれた理由などが明かされ、設定面に関してより深く掘り下げる形でストーリーが展開される。

## ストーリー
運び屋ジルウェ・エクスプレスに所属するヴァン（エール）は、ガーディアンの司令官から依頼を受け、謎の荷物（ライブメタル）を先輩ジルウェと共に運ぶことになった。ヴァン（エール）が合流地点の近くまで来ると、ライブメタルを狙ったイレギュラーたちの襲撃を受け、ジルウェとも別れてしまう。攻撃を受け崖下まで落下したヴァン（エール）だが、そこでガーディアン司令官・プレリーに遭遇する。しかし、先のイレギュラーの親玉に見つかってしまう。ガーディアンも応戦するが、全く歯が立たない。プレリーは必死でライブメタルを守ろうとする。そんなプレリーを守るべく、ヴァン（エール）は前に出るが、なすすべが無い。その時、ライブメタル・モデルXの呼びかけでヴァン（エール）はロックマン・モデルXへと変身（ロックオン）し、ひとまずイレギュラーを退ける。モデルXの「適合者」となり力を得たヴァン（エール）は、世界を、全てを守る戦いを始める。

## 登場キャラクター

### メインキャラクター

#### 主人公
ヴァン（Vent）
声 - 小林沙苗
本作の男性主人公。10年前のイレギュラー襲撃事件で母親を亡くし、運び屋「ジルウェ・エクスプレス」で働いている少年。
ライブメタル・モデルXを使い、ロックマン・モデルXに変身（ロックオン）する。おぎのしんの漫画では、ヴァンが主人公となっている。独走しがちで、他人のピンチを無視できないという強い正義感の持ち主。
エール（Aile）
声 - 小林沙苗
本作の女性主人公。ヴァンと同じ経緯を持つ。同じくロックマン・モデルXに変身する。性格は男勝りで、周囲とはざっくばらんな付き合いを好む。

#### ガーディアン
ジルウェ（Girouette）
声 - 風間勇刀
ヴァン（エール）の働いている「ジルウェ・エクスプレス（Girouette Express）」を営む青年型レプリロイド。ガーディアン所属（この事を明言しているのはエール編のみだが、両編共通の設定）。幼くして親を亡くしたヴァン（エール）の良き理解者。ロックマン・モデルZに変身する。モデルZも以前から持っていたという両編共通の設定だが、変身できるようになった経緯は異なる。エリアDにてセルパンらに敗北、洗脳され主人公と戦った後主人公にライブメタル・モデルZを託し、消滅した。その後はサイバーエルフになっている。
海外版での名前は「ジロ（Giro）」に変更されている。
プレリー（Prairie）
声 - 広橋涼
NGOである辺境警備隊、「ガーディアン（The Guards）」の2代目司令官。
見た目は少女であるが、数百年前のイレギュラー戦争時代に生まれたレプリロイドであるため、実年齢は軽く100歳を超えている。初代司令官が失踪した事件の行方を追っている。初代司令官を「お姉ちゃん」と呼び、彼女からもらった人形は司令官席の隣に特別席を作る程大切にしている。密かにジルウェに想いを寄せている。
バール（Bar）
声 - 龍谷修武
マクロー（Maquereau）
声 - 福原耕平
「はやく、ライブメタルを」が決め台詞。
モリュ（Morue）
声 - 伊藤浩資
フルーブ（Fleuve）
声 - 小林通孝
ガーディアンの副司令官である科学者。その技術力は、未知の部分が多いライブメタルのスキャニングや修理を行える程に優秀。ミッションの受付や評価をしたりすることもある。

### サブキャラクター

#### ガーディアン関係者と街の人たち
ドラード（Daurade）
声 - 小林通孝
ガーディアンテストの司会。
ウイエ（Oeillet）
声 - 柳井久代
ガーディアンテストで隠れ役をしていた。
カルレ（Carrelet）
声 - 伊藤静
ガーディアンテストで隠れ役をしていた。合理的な性格の少年。
コングル（Congre）
声 - 中井和哉
ガーディアンテストで隠れ役をしていた。「ガーディアンになれた事自体がガーディアン七不思議のひとつ」と言われるほどに、臆病な性格。
トン（Thon）
声 - 稲田徹
ガーディアンテストで隠れ役をしていた。
アラン（Hareng）
アンギーユ（Anguille）
お調子者の技術者。
ガルデニア（Gardenia）
ガーディアンへの指示やミッションの説明などを伝えるオペレータ。
サルディーヌ（Sardine）
ガーディアン唯一の幼児型レプリロイド。見た目どおりの子供。
シェーヌ（Chene）
シリュール（Silure）
熟練のメカニックである老人。
スコンブレソス（Scombresoce）
セードル（Cedre）
テュリップ（Tulip）
声 - 今井由香
トリュイト（Truite）
プラターヌ（Platane）
ボニット（Bonite）
マルグリット（Marguerite）
ミュゲ（Muguet）
怪我人の治療を行う、面倒見のいいおばさん。
ローズ（Rose）
ミュゲの助手をしている女性。無口であるが、それは人と目を合わせるのが苦手なため。

#### セルパン・カンパニー
セルパン（Serpent）
声 - 梁田清之
世界にエネルギーを供給する巨大企業「セルパン・カンパニー（Serpent Company）」の社長。インナーには警備隊を置き、イレギュラー襲撃から何度も町を守っている（ように装っている）。その正体はライブメタル「モデルV」の適合者であり、ロックマン・モデルVへとロックオンすることができる。
名前は「蛇」を意味し、セルパンカンパニーのロゴもS字の蛇である。
プロメテ（Promethe）
声 - 岸尾大輔
大鎌を使い、炎属性と無属性で攻撃する。パンドラとは対照的に感情的。「〜しようじゃないか!!」という言い回しを多用する。モデルVの代弁者を自称する。
海外版での名前は「プロメテウス（Prometheus）」に変更されている。名前はいずれもギリシャ神話の人物より。
パンドラ（Pandora）
声 - 伊藤静
杖と遠隔操作する2つのビットを使い、氷属性と雷属性で攻撃する。プロメテと行動を共にする謎の少女。感情をあまり表に出さない。モデルVの代弁者を自称する。名前の由来はギリシャ神話の人物より。

### ボスキャラクター

#### フォルスロイド
決められた弱点を攻撃すると有利だが、もらえるライブメタルの状態が悪くなってしまう（4段階）。自己修復機能を持ち、ある条件で何度でも復活する。
以下はライブメタル別に表記。名前の頭文字が、そのライブメタルのものと同じになっている。なお、ハリケンヌ、フランマール、レグアンカー、プロテクタスは、ハイボルト、フィストレオ、ルアール、パープリルのうち、同じライブメタルを持つボスを撃破しなければ対峙できないようになっている。
ハイボルト・ザ・ラプタロイド（Hivolt The Raptoroid）
声 - 伊藤浩資
モデルHの持ち主。陽電子ビットとなる脚部を無線稼動し攻撃・防御を行う。
翼にモデルHを半分取り込んでいる。
理性的な性格だが勝負には一切手を抜かない。デザインモデルは猛禽類。
フィストレオ・ザ・プレデトロイド（Fistleo The Predatoroid）
声 - 松山鷹志
モデルFの持ち主。各部のバーニアを利用して攻撃する独自の拳法「霊央拳」を扱う。
頭部にモデルFを半分取り込んでいる。
限界の先にある強さを求め、ある計画に協力している。弱者には興味がない。デザインモデルはライオン。
弱点である頭部が剥き出しになっているため、攻撃がライブメタルに当たりやすく、回復技も持つため、LV4達成は至難の技。
ルアール・ジ・アビスロイド（Lurerre The Abysroid）
声 - 浅井清己
モデルLの持ち主。前作『ロックマンゼロ』のレヴィアタンに似た姿だが、これは疑似餌であり、本体は巨大な魚型のフォルスロイド。
疑似餌にモデルLを半分取り込んでいる。なぜおとりの疑似餌部分に最も重要な部品のひとつを使っているのかは謎。顔グラフィックは疑似餌のほうである。
普段はぶりっ子口調で話すが、凶悪な本性を隠すためのカモフラージュで、本性を現すと本来の凶暴な口調になる。デザインモデルは疑似餌はクリオネ、本体はチョウチンアンコウ。
パープリル・ザ・マンドロイド（Purprill The Mandroid）
声 - 高木渉
モデルPの持ち主。巨大手裏剣に変形できる。両腕にモデルPを半分取り込んでいる。俊敏に動き回って天井にあるロープにぶら下がり、爆弾を投げたり砂埃を巻き上げて攻撃してくる。
ヴァン編では、ヴァンの母親を巻き込んだイレギュラー襲撃事件の張本人で、その事件でセルパンに見いだされ幹部となった。
デザインモデルはマントヒヒ。
ハリケンヌ・ザ・ウルバロイド（Hurricaune The Wolveroid）
声 - 柳井久代
モデルHの持ち主。首・手首・足首・腰に鎌状のエネルギー波を発生させ高速回転させて竜巻を起こしたり相手を切り刻む。
首にモデルHを半分取り込んでいる。
開発スタッフいわく、「強気なお姉さん」。デザインモデルは鎌鼬。
フランマール・ザ・モルロイド（Flammole The Moleroid）
声 - 福原耕平
モデルFの持ち主。両腕に火炎放射器とドリルの機能を併せ持つ。腕のドリルと小型のボディを駆使した素早い地中移動が特徴。
両腕にモデルFを半分取り込んでいる。
関西方面の口調で喋る。デザインモデルはモグラ。弱点が両腕とフィストレオ以上に攻撃が当たりやすく、撃破LV4達成はさらに困難である。倒されると、異様なライブメタルの気配を感じた事を告げる(モデルOのことである)。
レグアンカー・ザ・ゲルロイド（Leganchor The Gelroid）
声 - 龍谷修武
モデルLの持ち主。巨大なフォルスロイド。装備したスクリューで相手を引き寄せ錨状の触手で捕獲したり、追尾機能を持つ氷で作ったドラゴンをけしかけてくる。
老人口調で人を諭すような口ぶりだが、言うことを聞かないようなら実力で制圧する。
頭部にモデルLを半分取り込んでいる。
デザインモデルはクラゲ。あまりに巨体なため、切断系攻撃で倒されるグラフィックが複数存在する。
プロテクタス・ザ・ゴアロイド（Protectos The Goreroid）
声 - 酒井敬幸
モデルPの持ち主。頑丈なボディと破壊的火力の核ミサイルを内蔵している。完全防御形態になると360度あらゆる方向からの攻撃を無効化できる。その装甲は、自身の核ミサイルの至近距離での爆発すら効かないほど強固。
外見、性格ともに厳めしく、「踏む」「足跡」という言葉をよく用いる。腹部にモデルPを半分取り込んでいる。
デザインモデルはサイ。

#### ゼロシリーズのボス
かつて、数百年前にゼロに倒されたミュートスレプリロイドたち。バイル八審官の4名は『ロックマンゼロ3』、アインヘルヤル八闘士の4名は『ロックマンゼロ4』が必要となる。オメガは何度でも戦える。なお、オメガを倒すか八審官と八闘士の8名全員倒すと「不思議な石」が入手できる。

### バイル・ナンバーズ（バイル八審官）
ヘルバット・シルト
声 - 荻原秀樹
雷属性。コウモリ型レプリロイド。
ブレイジン・フリザード
声 - 三浦祥朗
炎属性。エリマキトカゲ型レプリロイド
チルドレ・イナラビッタ
声 - 広津佑希子
氷属性。ウサギ型レプリロイド。
デスタンツ・マンティスク
声 - 平井啓二
無属性。カマキリ型レプリロイド。

### アインヘルヤル八闘士
ペガソルタ・エクレール
声 - 渋谷茂
雷属性。ペガサス型レプリロイド。
ソル・ティターニャン
声 - 中島沙樹
炎属性。チョウ型女性レプリロイド。
フェンリー・ルナエッジ
声 - 柿原徹也
氷属性。オオカミ型レプリロイド。
ノービル・マンドラゴ
声 - 鷹村遊
無属性。マンドラゴラ型女性レプリロイド。

### その他のゼロシリーズのボス
オメガ（Omega）
声 - 諏訪部順一
かつて、数百年前にゼロが死闘の末に倒したはずのゼロのオリジナルボディを持つレプリロイド。ストーリーとは全く関係なく、隠しボスである。
エリアNの最深部にてヴァン（エール）を待ち構えている。第1形態と第2形態は登場せず、いきなり第3形態であるゼロのオリジナルボディの姿で戦う。
倒すと不思議な石が手に入るが、イージーモードでは入手できない。

## ライブメタル
意思を持った未知の金属。
モデルX
声 - 水島大宙
青いライブメタル。参考となったモデルは伝説の英雄・ロックマンX。
ヴァンたちはガーディアンからこれの輸送依頼を受けていた。二人の勇気に応え、力を貸す。
モデルZ
声 - 風間勇刀
赤いライブメタル。参考となったモデルは伝説の破壊神・ゼロ。モデルX同様輸送依頼を受ける。
初めはジルウェに力を貸すが後にヴァン（エール）にジルウェから託され、ヴァン（エール）はロックマン・モデルZX（ゼクス）へロックオンする。
モデルH
声 - 緒方恵美
緑色のライブメタル。特定のフォルスロイドが強化パーツとして装備している。
参考となったモデルはネオ・アルカディア四天王の賢将ハルピュイア。電気属性。
モデルF
声 - 中井和哉
赤いライブメタル。特定のフォルスロイドが強化パーツとして装備している。
参考となったモデルはネオ・アルカディア四天王の闘将ファーブニル。炎属性。
モデルL
声 - 今井由香
青いライブメタル。特定のフォルスロイドが強化パーツとして装備している。
参考となったモデルはネオ・アルカディア四天王の妖将レヴィアタン。氷属性。
モデルP
声 - 稲田徹
紫色のライブメタル。特定のフォルスロイドが強化パーツとして装備している。
参考となったモデルはネオ・アルカディア四天王の隠将ファントム。無属性。
モデルO
「不思議な石」の正体である謎のライブメタル。参考となったモデルは、ゼロのオリジナルボディを持つオメガ。フランマールが感じていたライブメタルの気配とはこれの事である。初代司令官が作ったモデルXたちとは違い、製作者は不明。
このライブメタルを使用するとロックマン・モデルOXへ変身し、前述のオメガの攻撃の一部が使用できるようになる。
使用するためには隠しボスとして登場するオメガ（最終決戦時同様、「我はメシアなり」の言葉と共に登場し、モデルVを遥かに上回る力を見せる）を倒すかダブルスロットで登場するボス8人を全て倒す必要がある。ただし、イージーモードでは入手できない。
隠し要素のため、ストーリーの関係は一切ない。
モデルV
プロメテたちが言う「あの男」が作った世界を破滅へと導くライブメタル。イレギュラー発生の原因の元。その正体はドクター・バイルと融合したラグナロクが地球落下の際に飛び散らせた破片。もっと大きな本体がある。このライブメタルでロックオンすると、バイルの特徴であるオレンジ色の突起物が現れる。

## システム

### ロックオン
ヴァンとエールがライブメタルによって変身したロックマンの姿。全モデル共通で、ダッシュ、壁蹴りといった能力を使える。敵が所有するモデルVは使用不可。
Hu（Human）
ライブメタルを装備していない、ヴァン（エール）の通常形態。身体能力も低く、上記のような能力も無く、攻撃力は皆無（攻撃手段が存在しない）。民間人と会話するには、この姿である必要がある（ロックオンしていると警戒されてまともに話が通じない）。また、インナーに分類されるエリアの敵キャラクターはこの姿の状態だと警戒せずに、攻撃してこない。しゃがんで狭い通路に入り込める。また、水中では自由に活動できず、自動的に上昇する。
ロックマン・モデルX
同名のライブメタルがヴァン、エールの勇気に応えることで変身（ロックオン）する。
基本装備はXバスター。基本のスタイルだが、全モデルの中でも随一の攻撃力を誇っている。無消費でチャージ攻撃（ロックマンX2のようなダブルチャージ）ができる代わりに、O.I.S（オーバードライブ・インヴォーク・システム）と呼ばれる、エネルギーを消費して潜在能力を発揮させるシステムを使用できない。
ストーリーの展開上、単体で使用できるのはモデルZXを手に入れるまでの数ステージのみである。ただし、ある条件を満たすことでモデルZX入手後も使用できるようになる。
ロックマン・モデルZX
モデルXとモデルZをダブル・ロックオンすることで変身する。
基本装備はZXバスターとZXセイバー。射撃、格闘どちらもこなすバランスのよいモデル。無消費でチャージ攻撃できる代わりに、O.I.Sを使用できない。
ロックマン・モデルHX
モデルXとモデルHをダブル・ロックオンすることで変身する。
基本装備はダブルセイバー（二刀流）。エアダッシュやホバー移動が可能で、空中戦に長けている。ただし水中ではこれらの機能は使えない。セイバーは小、大の二種類があり、タイミングよく交互に出すと、三回目で同時切りの衝撃波（ソニックブーム）が発生する。ライブメタルスクリーン（ニンテンドーDSのタッチスクリーンに表示される、モデル特有の機能）には、敵のライフや、敵がフォルスロイドの場合はライブメタルの位置（＝弱点）も表示する「エネミーアナライジング」。
O.I.Sを発動すると、攻撃に電気属性が追加される。
ハイボルト撃破後使用可能で、ハリケンヌ撃破後プラズマサイクロンを使用可能になる。
ロックマン・モデルFX
モデルXとモデルFをダブル・ロックオンすることで変身する。
基本装備はナックルバスター（二丁）。右手と左手を切り替える。ライブメタルスクリーンは、ナックルバスターで発射される弾の軌道を指定できる「バスターエディット」。
O.I.Sを発動すると、攻撃に炎属性が追加される。
フィストレオ撃破後使用可能で、フランマール撃破後グラウンドブレイクを発動可能。
ロックマン・モデルLX
モデルXとモデルLをダブル・ロックオンすることで変身する。
基本装備はハルバード（両側に刃のついた槍）。武器変更は無い。水中戦に特化した仕様。ライブメタルスクリーンは、周囲の地形やアイテムの位置などを調べる「アイテムサーチング」。
O.I.Sを発動すると、攻撃に氷属性が追加される。
ルアール撃破後使用可能で、レグアンカー撃破後氷竜を召喚可能。
ロックマン・モデルPX
モデルXとモデルPをダブル・ロックオンすることで変身する。
基本装備はクナイ（チャージ攻撃は十字手裏剣）。武器変更は無い。ライブメタルスクリーンは、周囲の地形や敵の位置を調べる「レーダースコープ」。また、「ナイトスコープ」という能力で、暗闇の中でも視界が広くなる。
O.I.Sを発動すると、ダッシュ中のみほとんど攻撃を回避できる能力「シャドウダッシュ」を使用できるようになる。
パープリル撃破後使用可能で、プロテクタス撃破後バリアを使用できるようになる。
ロックマン・モデルOX
隠しモデル。モデルXとモデルOをダブル・ロックオンすることで変身する。
ロックマンゼロ3に登場したオリジナルゼロ・オメガと同じ姿になるが、セイバーの色が紫、バスターショットの構えがゼロ（コピーボディ）と同じ縦向きのままとなっている。
基本装備はアルティメットセイバーとバスターショット。同じような装備を持つモデルZXと比較すると、セイバーの攻撃範囲やチャージ時の威力は勝るが、チャージショットの貫通力の面などでは劣っている。
O.I.Sを発動すると、龍炎刃や裂光覇などのロックマンXシリーズ同様の必殺技を使用できるようになる。また、このモデルはO.I.Sによるエネルギー消費がない。
イージーモードでは使用できない。

## エリア
エリアA 森
ボス：ギガアスピス
近接エリア：B、C、M、J　
物語が始まるエリアで、主人公が初めてロックオンした。運び屋である彼らは、イレギュラーの襲撃を受け、プレリーたちと出会う。エリアは「インナー」に分類され、大半のメカニロイドは変身を解除すると襲ってこない。
エリアB 峠
ボス：ウォーライア
近接エリア：A、C、D
イレギュラーが襲撃しているエリアだが、ここも「インナー」に属するため、変身解除するとメカニロイドが襲ってこない。
エリアC 街
近接エリア：A、B、D、E、K
インナーの中心となる市街地。イレギュラーは存在しないものの、ロックオンしていると警備メカニロイドが攻撃してくる。住人の中には「クエスト」を依頼してくる人も。ほとんどはセルパンカンパニーを信頼しているが、一部では不穏な空気に勘付いている者もいる。またこのエリアのトランスサーバーは、条件を満たさない限り、見つからない位置にある。
エリアD ハイウェイ
ボス：ジルウェ
近接エリア：C、G、O
セルパンカンパニー本社がある道路。背景が夜景、巨大ハエ型メカニロイドの中ボスが複数配置されている。
エリアE 発電所
ボス：ハイボルト
近接エリア：C、I
廃棄されて、本来は活動していないはずの発電所。特定の条件により、施設内の電力供給を中断できる。なお背景は常に夕方である。
エリアF 湖
ボス：ルアール
近接エリア：B
至るところが凍結し、スリップしやすい。氷のブロックは炎属性で破壊可能。なおエリアEとこのエリアFでは、中ボス「クラッシュインパクト」が登場するが、攻撃方法が異なる。
エリアG 火災現場跡
ボス：フィストレオ
近接エリア：D
エリアDをさらに進むと行き着く。本来は「火災現場」であるが、転送装置を確保（ボスを撃破）すると事件が解決しているため、「火災現場跡」と表示される。攻略中はビル内が火災に見舞われ、人々を救助するのが目標となっている。
エリアH 遊園地
ボス：パープリル
近接エリア：A、L
観覧車、クレーンゲームといったアトラクションの中を進む。ヴァン編では彼がイレギュラーの襲撃を受け、母親を奪われた場所でもある。トランスサーバーが存在せず、他のエリアを経由して行く必要がある。
エリアI 幽閉施設
ボス：ハリケンヌ
近接エリア：E
エリアEのボスを倒した、その先に存在する。常に天候は嵐で、施設内もトゲ、暗闇と危険な場所となっている。ルートによって、互いに亜種ではあるが異なる中ボスが登場する。
エリアJ 海底トンネル
ボス：レグアンカー
近接エリア：A
ルアール撃破後に散策可能。エリアH同様転送装置が設置されていないため、エリアへの移動は確実に遠回りとなる。特にボスのいる場所までは一方通行のため、遠距離となる。
エリアK 溶岩地帯
ボス：フランマール
近接エリア：C
フィストレオ撃破後に散策可能。触れると即死する溶岩だけでなく、間欠泉も吹き出ている。特定のアイテムを入手する必要がある場合、ロープウェーを利用して同じルートを数回通過する必要がある。
エリアL 研究所
ボス：プロテクタス
近接エリア：H
パープリル撃破後。エリアHの中盤の分岐点から入れる。巨大なコンテナが並べられている。敵の攻撃が激しいだけでなく、後半ではミサイルが降り注ぎ、地形全体に気を配らなければならない。
エリアM 遺跡
ボス：パンドラ
近接エリア：A
解析した6体のライブメタルのパスコードによって入れるエリア。モデルVが眠っており、セルパン一派と争奪することになる。
エリアN
ボス：オメガ
近接エリア：M
エリアMの先にある。ストーリー上では全く関係の無いエリアだが、隠し要素の条件が存在する。
エリアO ハイウェイ2
ボス：プロメテ＆パンドラ
近接エリア：D
この場所へ行くための梯子が、エリアMをクリアしない限り届かない高さにある。大量のイレギュラーが襲撃している。
エリアX ガーディアンベース
ボス：プロメテ
主人公たちの拠点となる戦艦。転送装置のみで移動可能であり、他のエリアへ徒歩で移動する事は不可能。シナリオ中盤でプロメテたちが襲撃してくる。

## 用語集
詳細や他の用語についてはロックマンゼクスシリーズにて記述してある。
ライブメタル
謎の物質。ヴァンやエール、ジルウェの変身（ロックオン）の他にフォルスロイドの強化にも使用できる。
ライブメタルを扱うことができる者は、正義のために使うこともできれば、世界を支配することもできる。モデルX、Z、H、F、L、PはモデルVを元にガーディアン初代司令官が、かつての伝説の英雄と四天王のデータを入れて製作した。6つのライブメタルの真の力を使いこなせる者はモデルVの真の力を使いこなせる。ただし、初代司令官の製作したライブメタルたちは製作された時期の記憶を失っており、誰が作成者なのかは知らない様子。なお、モデルOは一体誰が製作したのかは不明である。
R.O.C.Kシステム
Rebirth Of Crystallized Knowledge SYSTEM（リバース オブ クリスタライズド ナレッジ システム、結晶化された知識の再生機構）の略。ライブメタルに備わっている機能。
ロックマン
ライブメタルのR.O.C.Kシステムで、「ロックオン」できる人物、およびロックオンして変身した姿の総称。
フォルスロイド
ライブメタルを搭載され、能力が飛躍的に向上したレプリロイド。別名「擬似ロックマン」。自己修復機能を持つ。
パスコード
モデルVが封印されている場所へ行くためのパスワード。モデルHたちは、各自2体のフォルスロイドに取り込まれる際にパスコードも分割されてしまった。ラテン語である。

## ZX TUNES
作中で使用されていたBGMのアレンジや、イメージソング『Innocence』を収録。
| #   | タイトル                                   | 作詞 | 作曲・編曲 |
| --- | ------------------------------------------ | ---- | ---------- |
| 1.  | 「Innocence」                              |      |            |
| 2.  | 「Awake」                                  |      |            |
| 3.  | 「Fragments」                              |      |            |
| 4.  | 「Green Grass Gradation」                  |      |            |
| 5.  | 「En-trance Code」                         |      |            |
| 6.  | 「Brilliant Show Window」                  |      |            |
| 7.  | 「Cinq Ville - c`est notre espoir -」      |      |            |
| 8.  | 「Wonder Panorama」                        |      |            |
| 9.  | 「Industrialism」                          |      |            |
| 10. | 「Ultramarine Meditation - Blessed Pop -」 |      |            |
| 11. | 「Sky High - Grand Nuage -」               |      |            |
| 12. | 「Metallic Soul」                          |      |            |
| 13. | 「Danger Attraction」                      |      |            |
| 14. | 「Misty Rain」                             |      |            |
| 15. | 「Ultramarine Meditation」                 |      |            |
| 16. | 「Babel Tower」                            |      |            |
| 17. | 「Fate - deep-seated grudge」              |      |            |
| 18. | 「Black Burn - Electpital Dance -」        |      |            |
| 19. | 「Innocence - karaoke Version -」          |      |            |
| 20. | 「Innocence - PV Version -」               |      |            |

| #   | タイトル                                      | 作詞 | 作曲・編曲 |
| --- | --------------------------------------------- | ---- | ---------- |
| 1.  | 「High-press Energy - Super Aniki Edition -」 |      |            |
| 2.  | 「Crisis Zone」                               |      |            |
| 3.  | 「Mountain Rider」                            |      |            |
| 4.  | 「Trinity」                                   |      |            |
| 5.  | 「Ogre Claw」                                 |      |            |
| 6.  | 「Dance-macabre」                             |      |            |
| 7.  | 「Rockin' On」                                |      |            |
| 8.  | 「High-press Energy」                         |      |            |
| 9.  | 「Gauntlet」                                  |      |            |
| 10. | 「Brilliant Show Window - Shooter Trance -」  |      |            |
| 11. | 「Onslaught」                                 |      |            |
| 12. | 「Trap Factory」                              |      |            |
| 13. | 「Doomsday Device」                           |      |            |
| 14. | 「Black Burn」                                |      |            |
| 15. | 「Phalanx」                                   |      |            |
| 16. | 「Snake Eyes」                                |      |            |
| 17. | 「Pallida Mors」                              |      |            |
| 18. | 「Dream Weaver」                              |      |            |
| 19. | 「Cannon Ball - Hard Revenge -」              |      |            |

## u-capcom連載コーナー
カプコンの公式ファンサイト「u-capcom」スタッフコーナー内にて連載されていたミニコーナー。現在はゼクスシリーズ公式ブログ「ロックマン ゼクス通信」へ引っ越している。かつては毎週更新されていたが、連載27回目からは隔週更新となり、30回目をもって更新が途絶えている。その後はプロメテとパンドラのガセネタ地獄に変わった。
毎回出されるお題にユーザーが答え、その回答をヴァンやエールが紹介する、というのが基本的な内容。全体的に「お遊び、お笑い」な雰囲気が強く、プレリーが勝気（ジルウェにフラれているが）、プロメテがパンドラの尻に敷かれているなど、キャラクターの性格もかなり異なっている。